# Barlow (Oregon)
Barlow è una città degli Stati Uniti d'America situata nell'Oregon, nella Contea di Clackamas.